# Lotophila atra
Lotophila atra – gatunek muchówki z rodziny Sphaeroceridae i podrodziny Copromyzinae.
Gatunek ten opisany został w 1830 roku przez Johanna Wilhelma Meigena jako Borborus atra.
Muchówka o ciele długości od 2,5 do 3 mm. Głowa jej charakteryzuje się brakiem szczecinek zaciemieniowych oraz brakiem długich szczecinek na policzku oprócz wibrys. Na tułowiu brzeżne szczecinki sternopleuralne nie przekraczają długością sternopleury. Skrzydła są w pełni wykształcone. Trzecia para odnóży nie ma na spodzie goleni ostrogi wierzchołkową.
Owad znany z większości krajów Europy, w tym z Polski. Ponadto występuje w Makaronezji, Afryce Północnej, palearktycznej i orientalnej Azji oraz nearktycznej Ameryce Północnej.